# Johann David Busch
Johann David Busch, auch lediglich David Busch (* 5. Juli 1755 in Marburg; † 8. April 1833 ebenda) war ein deutscher Mediziner, Pharmakologe, Veterinär und Hochschullehrer.

## Leben
Nach der Promotion zum Dr. med. an der Universität Marburg im Jahr 1781 wurde David Busch noch im selben Jahr außerordentlicher Professor für Physiologie, Chirurgie und Pharmakologie an seiner Heimatuniversität und nur ein Jahr später ordentlicher Professor. Ab 1786 war er Stadt- und Landphysicus in Marburg. Als Direktor der Tierarzneischule (Zootomisches Theater) lehrte er auch Vieharzneikunde, und er wurde als Nachfolger von Georg Wilhelm Stein Direktor der Entbindungsanstalt von 1820 bis 1824, nachdem er schon 1789 Hebammenlehrer geworden war. Er war zwischen 1784 und 1830 vielfach Dekan der Medizinischen Fakultät. 
David Busch gehörte seit 1789 auch dem von Johann Heinrich Jung-Stilling gegründeten Staatswissenschaftlichen Institut an, als dessen Vorsteher er zwischen 1782 und 1829 mehrfach fungierte. Er erhielt 1815 den Titel Kurfürstlicher Hessischer Hofrat und 1827 Geheimer Hofrat. 
Sein Vater war der Marburger Mediziner von Johann Jakob Busch, sein Sohn der Chirurg und Geburtshelfer Dietrich Wilhelm Heinrich Busch. Wie Vater und Sohn war er aktiver Freimaurer, zunächst seit 1778 in der Marburger Loge Zum gekrönten Löwen bis zum Verbot der Freimaurerei in der Landgrafschaft Hessen-Kassel im Jahr 1793, nach Neugründung der Loge Marc Aurel zum flammenden Stern 1812 dann deren Mitglied u. a. als Meister vom Stuhl und als Repräsentant der Großen Mutterloge von Kurhessen bis zum neuerlichen Verbot 1824.

## Werke
- Rezept-Taschenbuch für angehende Thierärzte und Landwirthe, welches eine kurze Beschreibung der gewöhnlichsten Krankenheiten der Hausthiere, und der bewährtesten Heilmittel derselben enthält : in alphabetischer Ordnung bearbeitet ; mit 3 Kupfertafeln. Marburg : Neue Akad. Buchh., 1801 Digitalisierte Ausgabe der Universitäts- und Landesbibliothek Düsseldorf.